# Tiancanthella martynovae
Genre
Espèce
Tiancanthella martynovae, unique représentant du genre Tiancanthella, est une espèce de collemboles de la famille des Isotomidae.

## Distribution
Cette espèce se rencontre en Asie.

## Étymologie
Son nom spécifique, martynovae, lui a été donné en l'honneur d'Elena Fedorovna Martynova (d) (1925–2003), entomologiste russe spécialiste des collemboles.

## Publication originale
- Rusek, 1979 : « New Palearctic Anurophinae (Collembola) ». Vestnik Ceskoslovenske Spolecnosti Zoologicke, vol. 43, no 2, p. 138-142.